# Valle Gavarnia
La Valle Gavarnia (detta anche Valle del Gavarno) è una valle laterale della Val Seriana in Provincia di Bergamo, Lombardia.

## Geografia

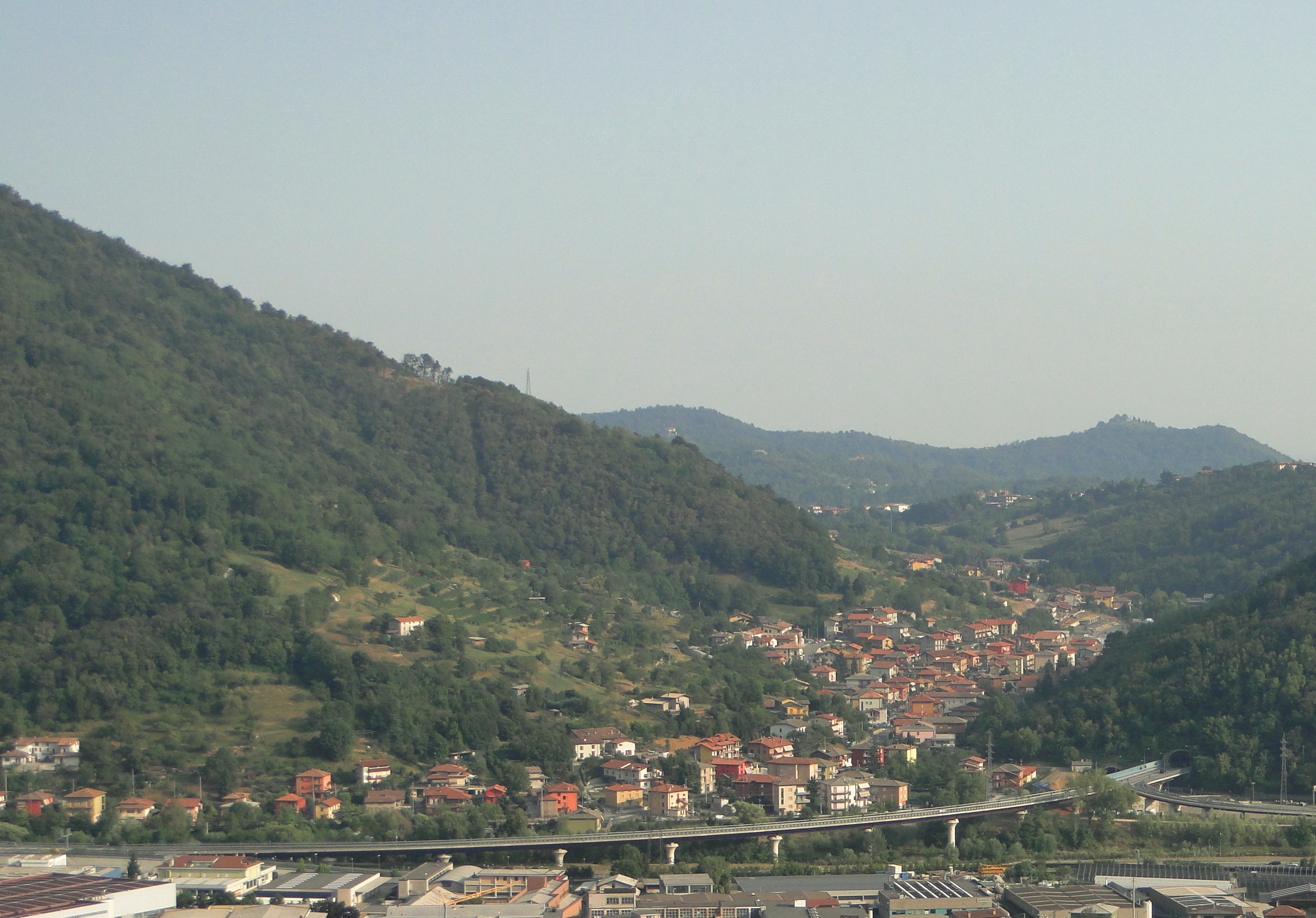
Il tratto finale della valle, con il borgo di Gavarno

Percorsa dall'omonimo torrente e compresa nel territorio dei comuni di Nembro, Villa di Serio e Scanzorosciate, la valle si sviluppa inizialmente con fare sinuoso da Nord-Est verso Sud-Ovest, per svoltare dopo circa un chilometro assumendo un andamento rettilineo in direzione Nord-Ovest.
Compresa tra i circa 650 m s.l.m. ed i 300 del fondovalle, dove si unisce alla valle Seriana a Nord-Est dell'abitato della frazione Gavarno di Nembro, è delimitata ad est dalla Costa di Gavarno, propaggine digradante dal monte Misma dove si trova il punto più elevato della vallata, ad ovest dal monte Roccolo, a nord dal fiume Serio ed a Sud dal Colle dei Pasta.
Comprende Gavarno appartenente al comune di Nembro, Gavarno Vescovado, incluso nei confini di Scanzorosciate e Rinnovata, frazione di Villa di Serio.
Nel tratto finale è inclusa, sul suo lato orografico sinistro, nei PLIS denominati Parco del monte Bastia e del Roccolo e Parco del Serio Nord.

## Storia

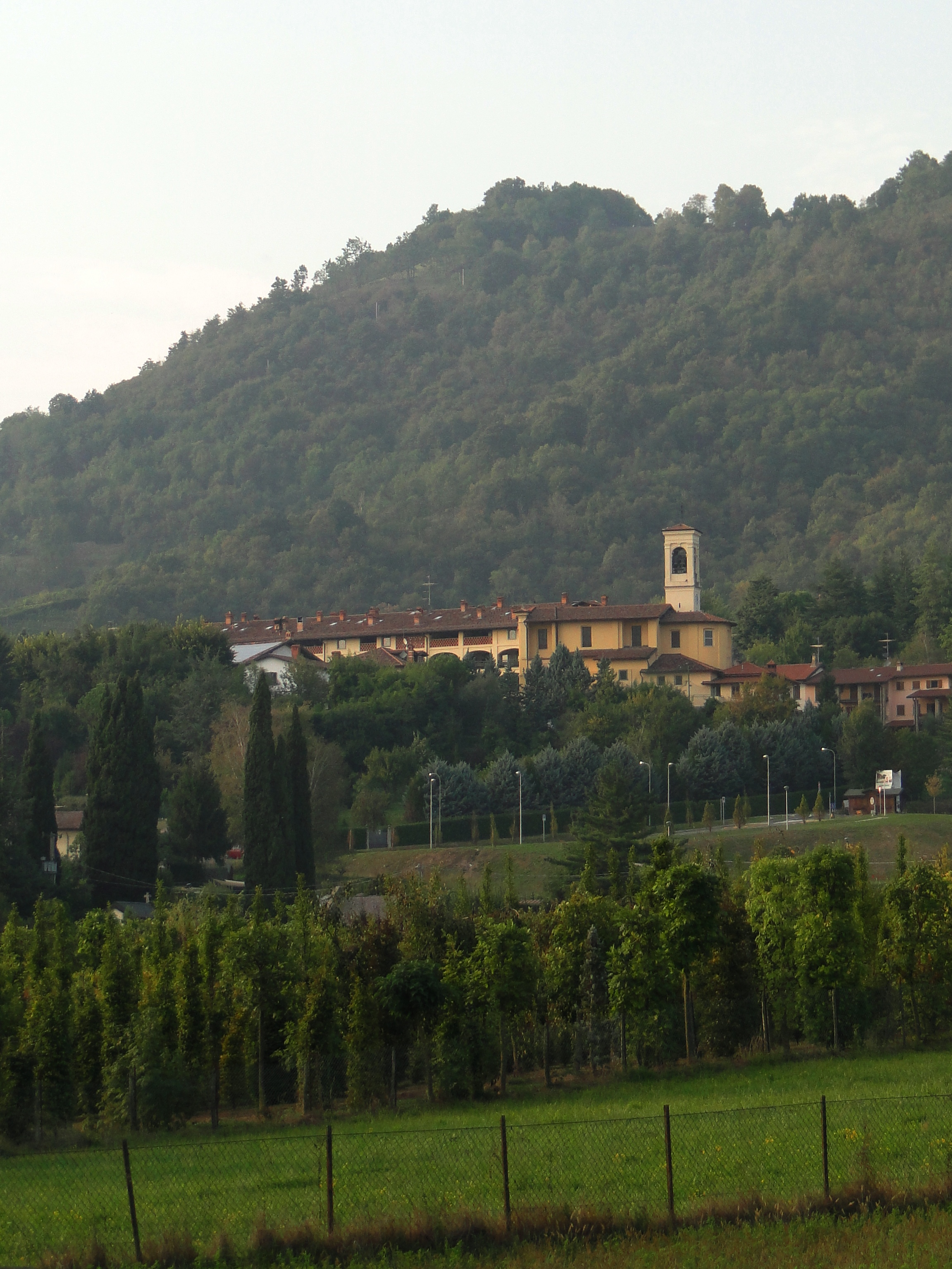
Gavarno Vescovado

Il primo documento in cui è citato il nome di Gavarno risale al 928, anche se non è chiaro a quale località della valle si riferisse.
Si suppone tuttavia che i primi insediamenti sia antecedenti alla colonizzazione romana: il toponimo di Gavarno è difatti riconducibile al prefisso di origine celtica GAV-, poi utilizzato anche nel latino volgare, che indica la presenza di un corso d'acqua a carattere torrentizio. Gli esempi in tal senso non mancano: dal fiume francese Gave, ai paesi Gavoi (in provincia di Nuoro) e Gavardo (in valle Sabbia, provincia di Brescia). Inoltre il suffisso –ARN, ricorrente in toponimi di matrice ligure, sta a rimarcare l'origine preromana dell'insediamento.
Pare senza riscontri invece la teoria, perorata da Gabriele Rosa, secondo cui l'origine sarebbe ascrivibile alla presenza in quei luoghi della famiglia romana dei Gavi.
Nel XVI secolo risultavano residenti soltanto un centinaio di persone, per lo più minatori nelle cave di pietre coti e contadini che prestavano servizio nelle cascine di proprietà degli esponenti dell'aristocrazia locale. In quel periodo difatti la valle era un luogo di passaggio, considerato poco sicuro per via dei briganti che vi si potevano incontrare.
Storicamente rilevante è il fatto che la località Gavarno Vescovado, posta nella parte più a monte della vallata, in epoca medievale fu possedimento dei vescovi di Bergamo, che nei secoli successivi vi posero prima la loro residenza estiva e poi il primo seminario di Bergamo, opera di San Gregorio Barbarigo.
Amministrativamente, fin dai tempi della dominazione veneta, la valle è sempre appartenuta a tre entità differenti: la parte più a monte, il Vescovado, dal XV secolo venne aggregata a Rosciate (diventato poi Scanzorosciate), mentre Rinnovata e Gavarno hanno sempre fatto riferimento agli attuali comuni di appartenenza.